# Pazin
Pazin (Italiaans: Pisino; Venetiaans: Pixin; Duits: Mitterburg) is een plaats op het Kroatische schiereiland Istrië. Pazin zelf heeft 4986 inwoners, de gemeente 8279 inwoners (2021).
Pazin werd het administratieve centrum van Istrië wegens de ligging in het geografische middelpunt van Istrië.
In 983 werd Pazin voor het eerst genoemd en in 1374 kwam het in Habsburgs bezit. De huidige stad is gebouwd rond een fort (Kaštel), dat werd herbouwd in de 15e en 16e eeuw en ontmanteld in de 18e en 19e eeuw. Na het einde van de Tweede Wereldoorlog werd het Kaštel een museum.
De ponor Pazinska jama was in 1896 een grote ontdekking en wordt heden ten dage nog bestudeerd als het beste voorbeeld van karst-hydrografie en -morfologie.

## Geboren
- Juraj Dobrila (1812-1882), bisschop van Poreč-Pula en van Triëst-Capodistria.